# Groninger Museum
Het Groninger Museum is een museum in de Nederlandse stad Groningen en een van de topattracties van de provincie met een bezoekersaantal van circa 200.000 bezoekers per jaar. Het museum werd opgericht in 1894. Honderd jaar later, in 1994, werd de huidige vestiging geopend. Dit gebouw geldt als een van de hoogtepunten in de postmodernistische architectuur. Het is ontworpen door meerdere architecten waaronder Coop Himmelb(l)au, onder leiding van Alessandro Mendini. Het ontwerp bestaat uit verschillende stijlen, waaronder deconstructivisme en traditioneel metselwerk en verbeeldt de diversiteit van de collectie waarbij de ene kunstvorm niet verheven is boven de andere. Het museum beschikt naast de hoofdlocatie ook over Wall House #2 en de Menkemaborg die als expositieruimten worden gebruikt.

## Geschiedenis
De eerste basis van het museum was het Museum van Germaanse Oudheden, dat in 1847 werd opgericht door Hendrikus Octavius Feith in de Universiteitsbibliotheek Groningen.
Destijds bestonden er al meerdere musea in Groningen, verbonden aan de universiteit, waaronder het Museum van Natuurlijke Historie (ca. 1820) en de Verzameling voor Mineralogie, Geologie, Zoölogie en Zoötomie (1815), die nu onderdeel vormen van het Universiteitsmuseum. Na Feith's dood in 1849 leidde het Museum van Germaanse Oudheden een slapend bestaan tot in 1874 het Provinciaal Kabinet van Oudheden werd opgericht door zijn zoon Hendrik Octavius Feith (II), die de collectie van zijn vader samenvoegde met twee rariteitenkabinetten van de stad en provincie Groningen. De collecties werden eerst ondergebracht in een kamer van het Provinciehuis, maar toen deze te klein werd vond zoon Johan Adriaan Feith een pand aan de Zuidersingelstraat (nu Ubbo Emmiusstraat) voor de collecties.

### Eerste gebouw: Praediniussingel

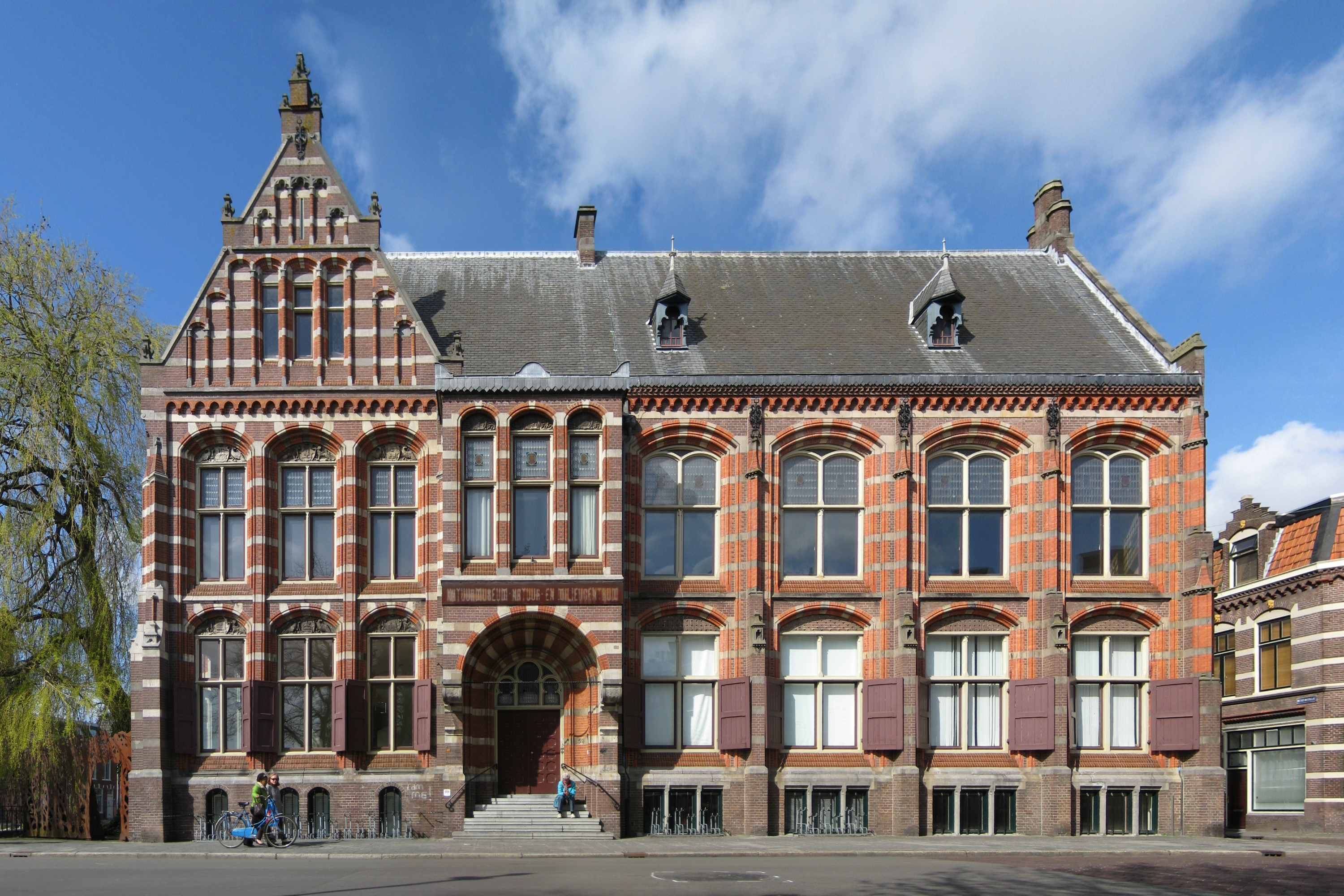
Het voormalige gebouw van het Groninger Museum aan de Praediniussingel in 2010

In 1890 werd de stichting Museum van Oudheden voor de Provincie Groningen opgericht. Feith wist een bedrag van 100.000 gulden te verzamelen voor de bouw van een museum aan de Praediniussingel. Ook kreeg het museum een jaarlijkse provinciale subsidie van 300 gulden. Dit pand werd in de periode 1894-1907 gebouwd naar een ontwerp van rijksbouwmeester C.H. Peters (1847-1932). Een van de eerste exposities was die van het werk van Vincent van Gogh in 1896, zes jaar na zijn dood. Maar liefst 128 werken waren te zien, uitgeleend door Van Goghs schoonzuster Jo Bonger.
Tot de bekendste zalen behoorden de Taco Mesdagzalen, ingericht met de kunstcollectie die in 1903 was geschonken door Geesje Mesdag-van Calcar, de weduwe van Taco Mesdag. Van 1921 tot 1966 besteedde conservatrice Minke Visser veel aandacht aan het uitbreiden en verdiepen van de collectie Aziatische kunst. Het exportporselein van de VOC vormt met circa negenduizend stukken een belangrijk onderdeel van de collectie.
In de loop der jaren werd het gebouw aan de Praediniussingel steeds verder uitgebreid, evenals de collecties. In de jaren 1950 werd gesproken over het verplaatsen van het museum naar het Prinsenhof, maar dit ging niet door en daarom werd in de jaren zeventig besloten het pand aan de Praediniussingel te verbouwen.

### Nieuwbouw (1990-1994)

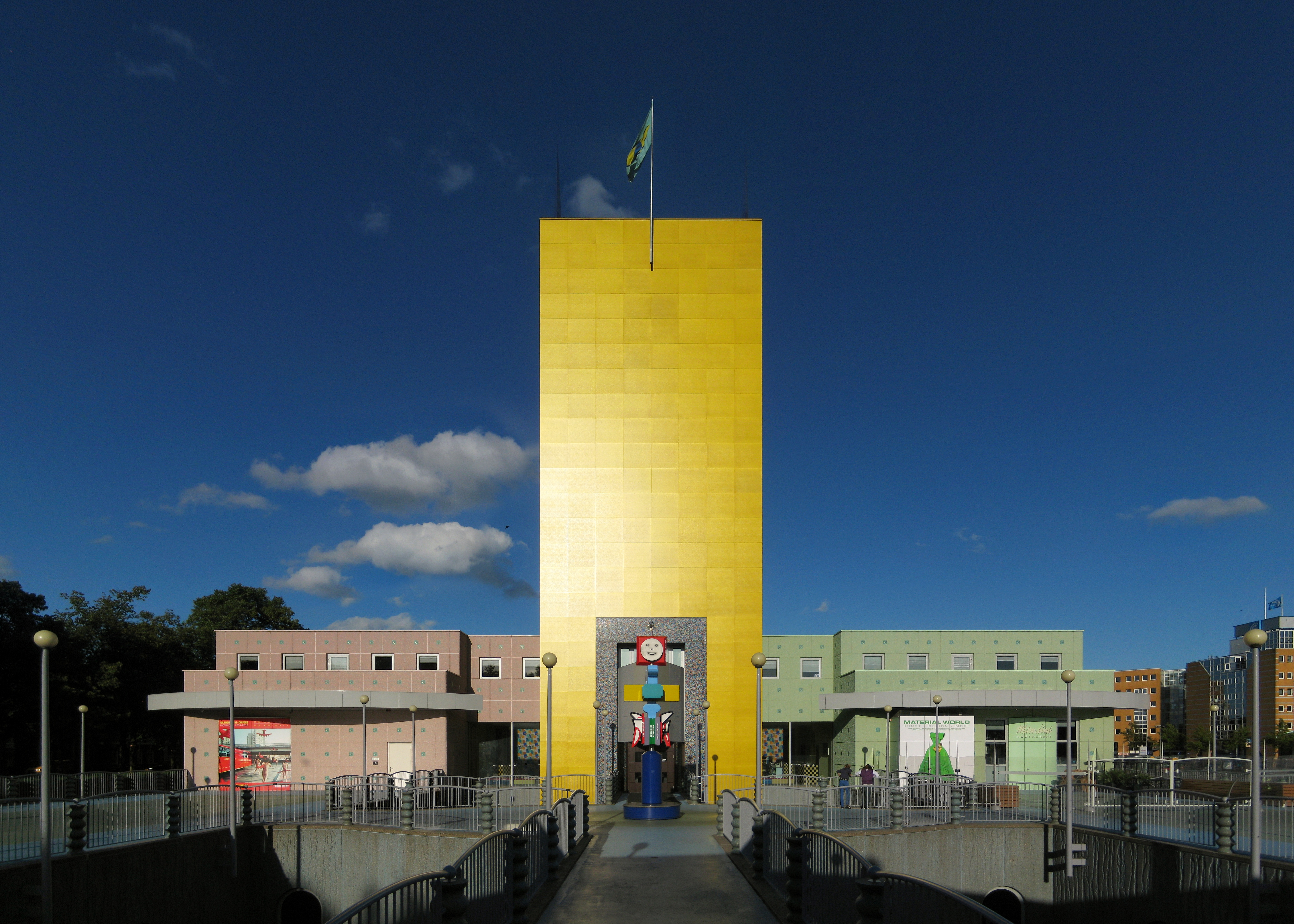
Het nieuwe gebouw met de gele toren van Alessandro Mendini

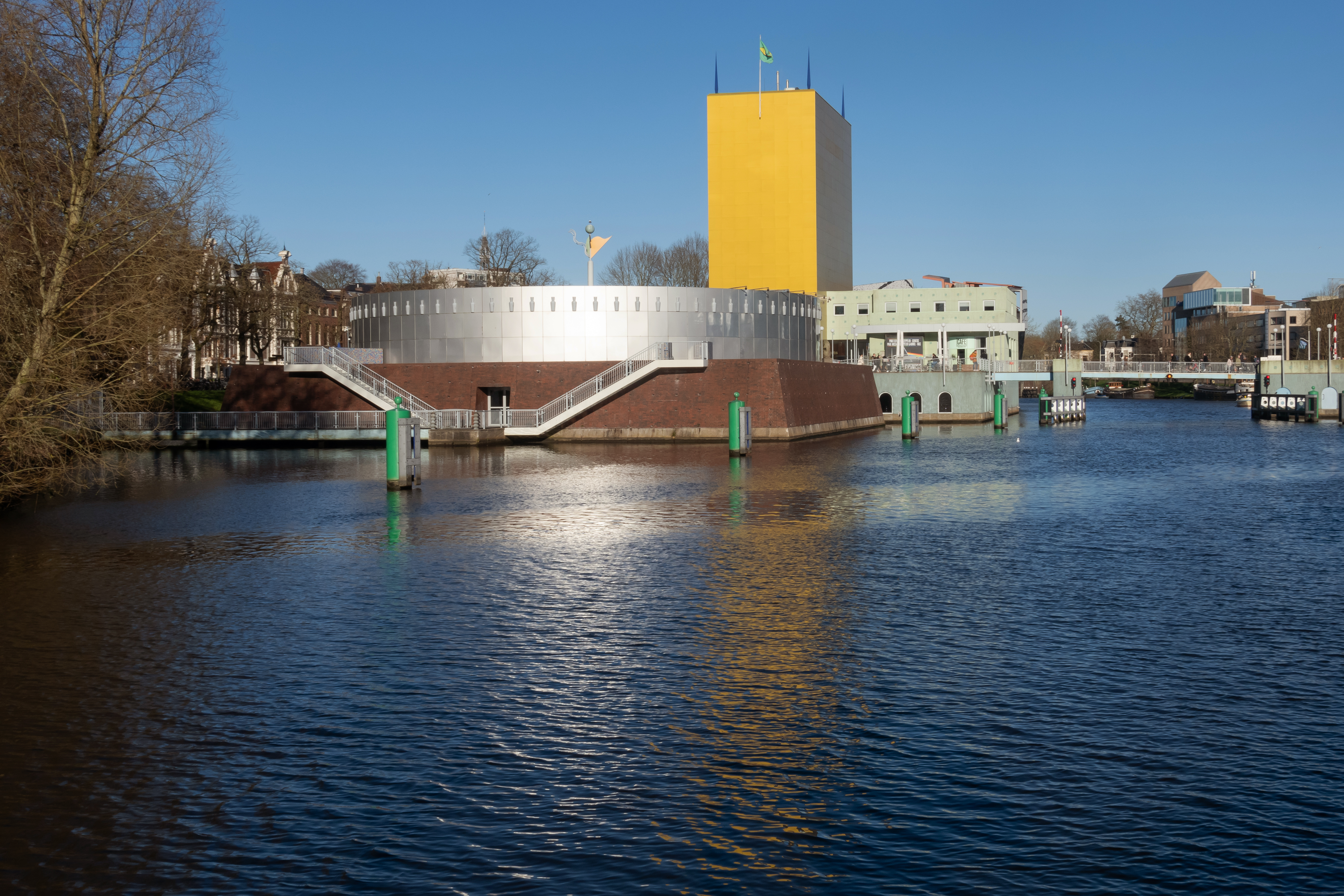
Groninger Museum vanaf de westkant

In 1987 schonk de Nederlandse Gasunie 25 miljoen gulden aan de Gemeente Groningen. Daardoor werd het mogelijk om een compleet nieuw gebouw te realiseren. Het oude gebouw voldeed niet meer aan de museale eisen van de tijd. In 1990 koos een commissie de nieuwe locatie voor het museum. Het Groninger Museum moest zich in het Verbindingskanaal tussen de zuidkant van het centrum en het hoofdstation gaan vestigen op een locatie die het stationsgebied verbindt met de binnenstad. Het ontwerp van het Groninger Museum ziet eruit als een langwerpig eiland. Het bestaat uit drie grote volumes in het water en wordt verbonden door gangen en twee pleinen. Het geheel moest lang uitgestrekt worden en bestaan uit kleine bouwgedeelten. Door die architectuur bleef namelijk het doorzicht voor de bewoners van de singel bestaan. Tevens bleef scheepvaart mogelijk via het Verbindingskanaal.
Het ontwerp voor het nieuwe gebouw had als belangrijk uitgangspunt dat het moest passen bij de sfeer van de collecties van het Groninger Museum. Dit zijn vier uiteenlopende collecties: archeologie en geschiedenis van Groningen, kunstnijverheid, oude beeldende kunst en hedendaagse beeldende kunst. Voor het ontwerp van het nieuwe museum, dat in die tijd geleid werd door Frans Haks, werden door de hoofdarchitect, Alessandro Mendini, gastarchitecten aangetrokken, t.w. vormgever Michele de Lucchi uit Italië, Philippe Starck uit Parijs en Coop Himmelb(l)au met kantoren in Wenen en Los Angeles. Ook werd samengewerkt met Nederlandse architecten en vormgevers, zoals het Groningse architectenbureau Team 4, Albert Geertjes en Geert Koster.
Het museumgebouw geldt als een van de hoogtepunten van het postmodernisme. De uitgangspunten van Mendini waren: geen hiërarchie in de kunstdisciplines, overvloedig gebruik van decoraties en samenwerken met gastontwerpers. Hierdoor ontstond een divers samenspel van ruimtes. In 1994 werd het gebouw opgeleverd en werd het museum geopend door koningin Beatrix. Ter gelegenheid van het zilveren jubileum schreef publicist Johan van Gelder in 2019 een boek over de geschiedenis van het Groninger Museum. De titel, Het feestpakket, verwijst naar een uitspraak van directeur Frans Haks bij de schenking van de Gasunie in 1987. Hier wordt dus de bouw van het huidige museum in 1994 als begin genomen. Vrij snel na de bouw deed de gemeente een opiniepeiling waaruit bleek dat de helft van de Groningers het gebouw bewonderde en de andere helft het lelijk vond. Mensen zonder mening bleken moeilijk te vinden. Vooral dit laatste werd als compliment gezien.
Tussen mei en december 2010 ging het museum tijdelijk dicht voor een grootscheepse renovatie en op 18 december 2010 werd het gerenoveerde museum heropend. Hierbij werden nieuwe ruimtes in gebruik genomen, ontworpen door gastdesigners: het Info Center, het Atelier en de Ontdekkingsruimte van Jaime Hayon, de Job Lounge van Studio Job en het Mendini Restaurant van Maarten Baas.

## Architectuur
Het Groninger Museum bestaat uit drie eilanden die in een zwaaikom van het Verbindingskanaal liggen. De twee buitenste eilanden zijn weer opgedeeld in diverse, boven elkaar geplaatste paviljoens, ontworpen door verschillende architecten. De eilanden zijn met elkaar verbonden door gangen met ovale nissen en uitzicht op het water. Deze gangen zijn geïnspireerd op die van middeleeuwse kerken en kloosters. Bijzonder is dat een groot deel van de expositieruimten zich onder het straatniveau bevindt.

### Middenpaviljoen

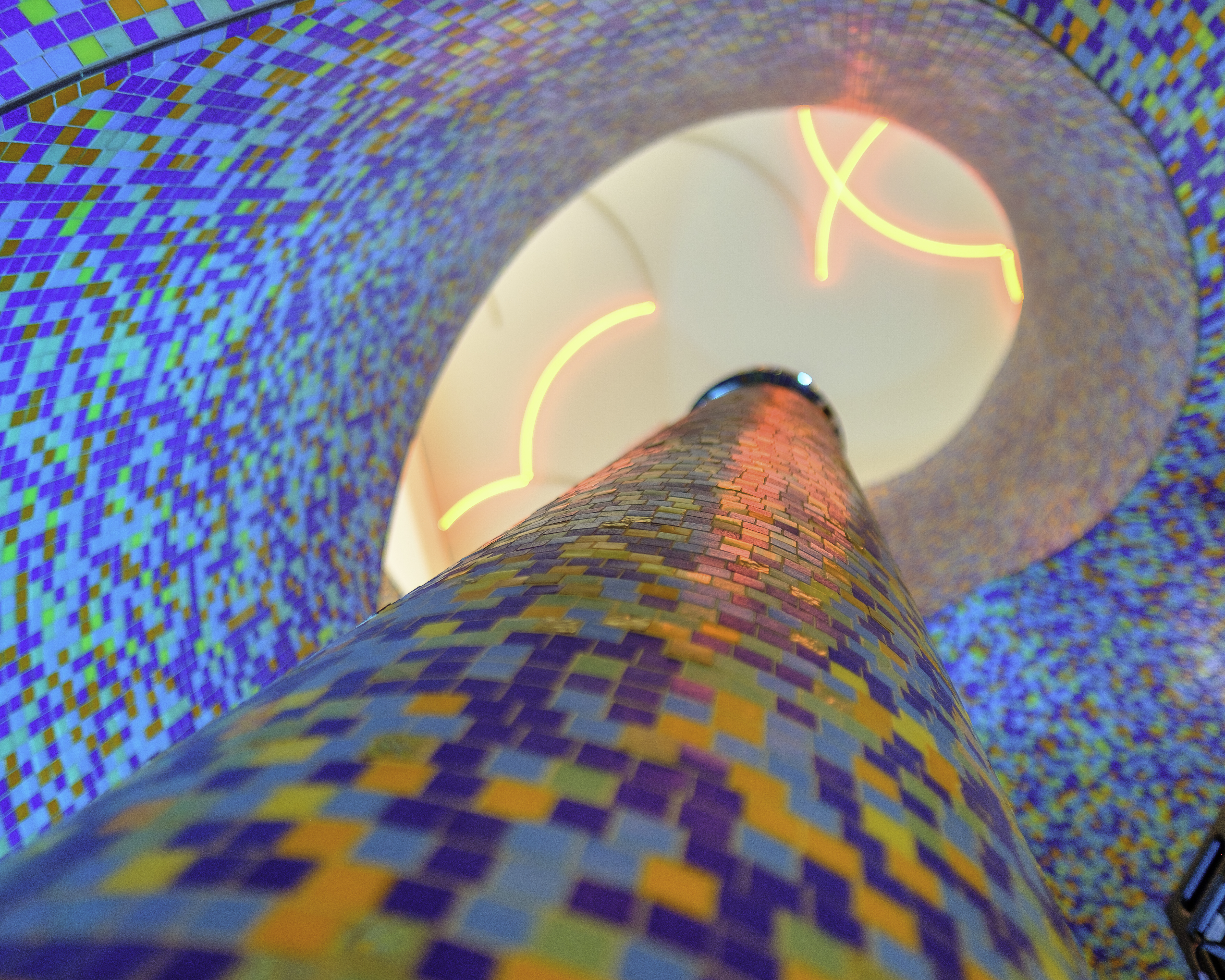
De trap naar beneden naar de expositieruimten

Het middelste eiland vormt niet alleen de entree maar is tevens een looproute met ophaalbrug die een loop- en fietsverbinding over het verbindingskanaal. Zo lopen per dag duizenden mensen over het dak van het museum van het stationsplein naar de binnenstad. Dit eiland is ontworpen door Alessandro Mendini en hierop staat de gouden toren. Voorheen was deze toren het depot van het museum. Door de jaren heen werd de collectie echter te groot om nog opgeslagen te kunnen worden in de toren en daarom bezit het Groninger Museum tegenwoordig een depot elders in de stad. Het eiland bevat de entree, garderobe en restaurant. Het restaurant is ingericht door Maarten Baas met zogenaamde Clay-meubels. Bezoekers gaan via een betegelde trap naar beneden naar de expositieruimten, waarvan er zich twee in het eiland bevinden. Hier bevinden zich ook de Job Lounge, ontworpen door Studio Job, het auditorium, het kinderatelier en het infocenter. Dit infocenter is ingericht door Jaime Hayón met organisch meubilair en een spiegel in het plafond dat voor extra lichtinval zorgt.

### Het Lucchipaviljoen

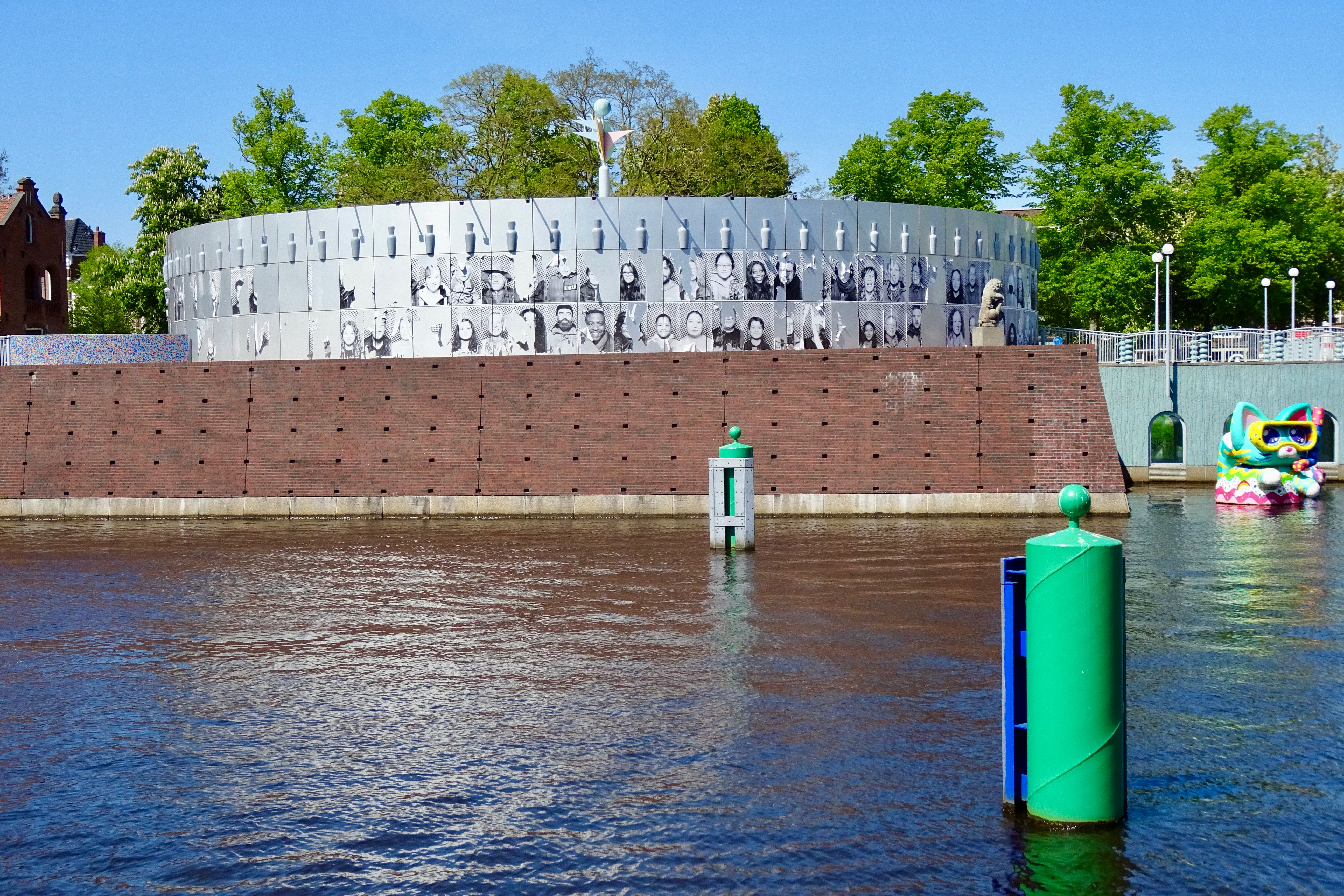
Het Lucchipaviljoen, geïnspireerd op de vestingwerken van de stad, met daarop het grijze Starckpaviljoen gïnspireerd op keramiek

Het De Lucchipaviljoen is ontworpen door de Italiaanse architect Michele de Lucchi. Hij liet zich inspireren door de oude verdedigingswerken van Groningen, die vroeger op de plek van het Verbindingskanaal lagen. Als materiaal koos hij voor baksteen waar Groningen om bekendstaat. Zijn paviljoen was oorspronkelijk bestemd als paviljoen voor de Groninger Geschiedenis. Na de eerste overstroming in 1998 in het Groninger Museum werd het paviljoen omgebouwd voor het tentoonstellen van kunst uit de regio. O.a. kunst van kunstenaarsgroep De Ploeg, andere Noord-Europese expressionisten, moderne en postmoderne kunst en zilverwerk. Het paviljoen draagt nu de naam Beringer-Hazewinkelpaviljoen/Ploegpaviljoen.

### Starckpaviljoen
Het Starckpaviljoen ligt op het Lucchipaviljoen en werd ontworpen door de Franse ontwerper Philippe Starck. Zijn paviljoen is bedoeld voor het tentoonstellen van kunstnijverheid en keramiek. Starck liet zich inspireren door keramiek en het proces van het maken daarvan. Bijna alles in dit paviljoen verwijst hiernaar, bijvoorbeeld de ronde vorm van een pottenbakkersschijf, de grijze kleur en het craquelé in de vloeren en wanden. Bijzonder aan dit paviljoen zijn de witte vitrages. Hierdoor wordt men gedwongen door het paviljoen te dwalen en steeds weer ontdekkingen te doen. In het midden bevindt zich een wereldbol met daarop de handelsroutes van de Vereenigde Oostindische Compagnie. De vitrines in het midden hebben de vorm van ijsblokken die symbool staan voor conservering.

### Mendini -1 en 0

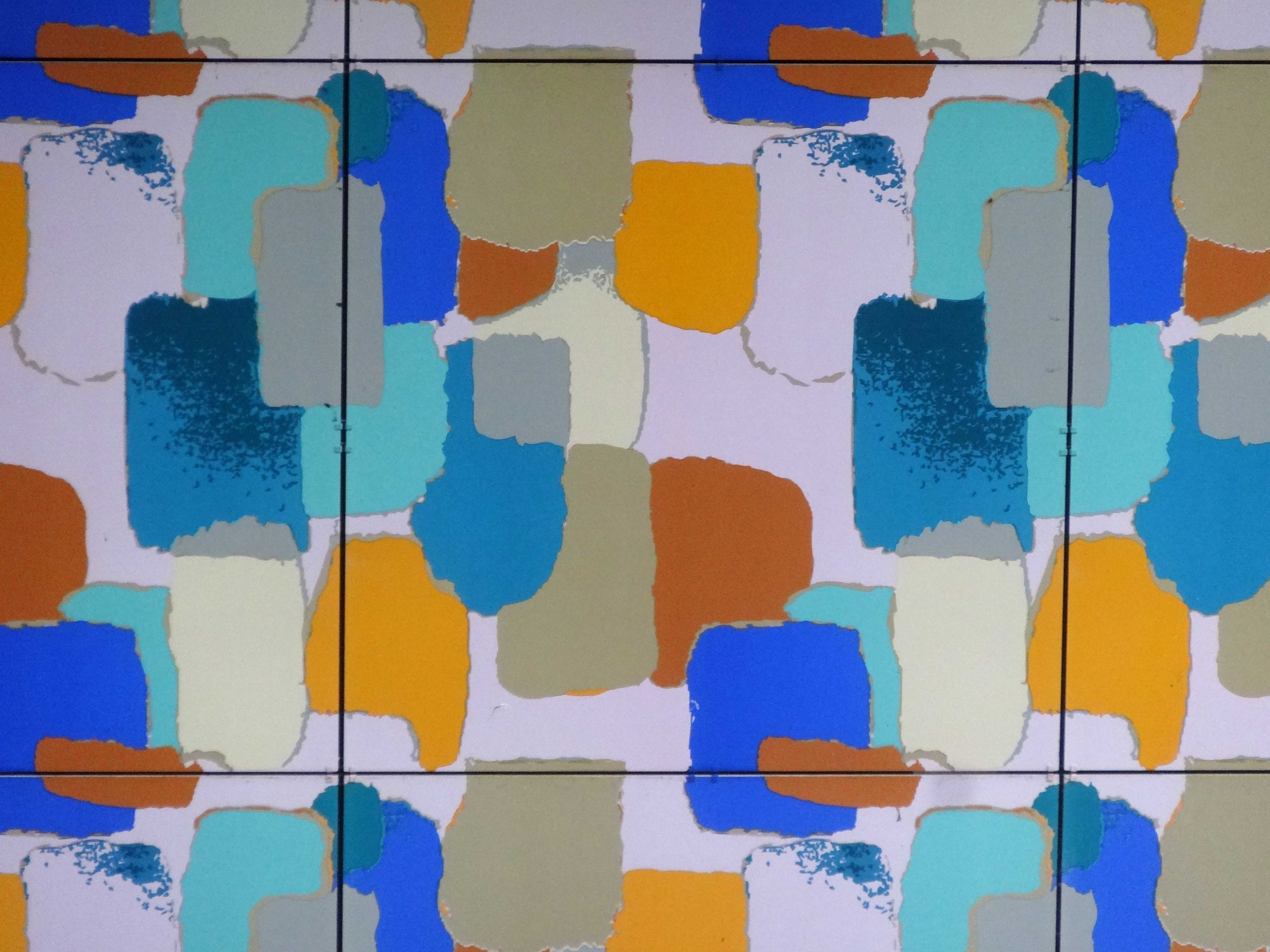
De buitenwand van de Mendinipaviljoens met het Proust-motief.

De Mendinipaviljoens liggen aan de oostkant van het middenpaviljoen. Deze zijn aan de buitenzijde bekleed met het zogenaamde Proust-motief. Mendini ontwikkelde dit patroon aan de hand van een pointillistisch schilderij. Hij vergrootte details sterk uit en verwerkte deze in zijn ontwerpen. Aan de binnenkant zijn deze twee verdiepingen traditioneel, met een rondgang en een middenzaal. Dit noemt men ook wel het 'klassieke' museummodel en men keek ter inspiratie met name naar het Altes Museum in Berlijn. Het verschil met echte klassieke musea is wel dat hier geen ramen te vinden zijn. Mendini en Frans Haks vonden de toelating van daglicht minder ideaal; zij wilden dat het museum zelf belichting en sfeer kan bepalen.

### Coop Himmelb(l)au
Het paviljoen van Coop Himmelb(l)au is het uitbundige paviljoen bovenop Mendini 1 en 2. In het begin van het bouw- en ontwerpproces was het de bedoeling dat Frank Stella dit paviljoen vorm zou geven. Het museum en Stella konden het echter niet eens worden over de materiaalkeuze en daarom besloot Stella zich terug te trekken. In korte tijd ontwierp het bureau Coop Himmelb(l)au een nieuw paviljoen. Zij gebruikten in de beginfase de techniek van het automatische tekenen. Vanuit die tekeningen werd een ruimtelijk model ontwikkeld. De oorspronkelijke tekening is nog terug te vinden in de zwarte vlekken op de stalen wanden binnen en buiten. Het paviljoen bestaat uit glas, staal en beton en is gebouwd op een Groningse scheepswerf. Het geldt als een voorbeeld voor het deconstructivisme.

## Andere locaties

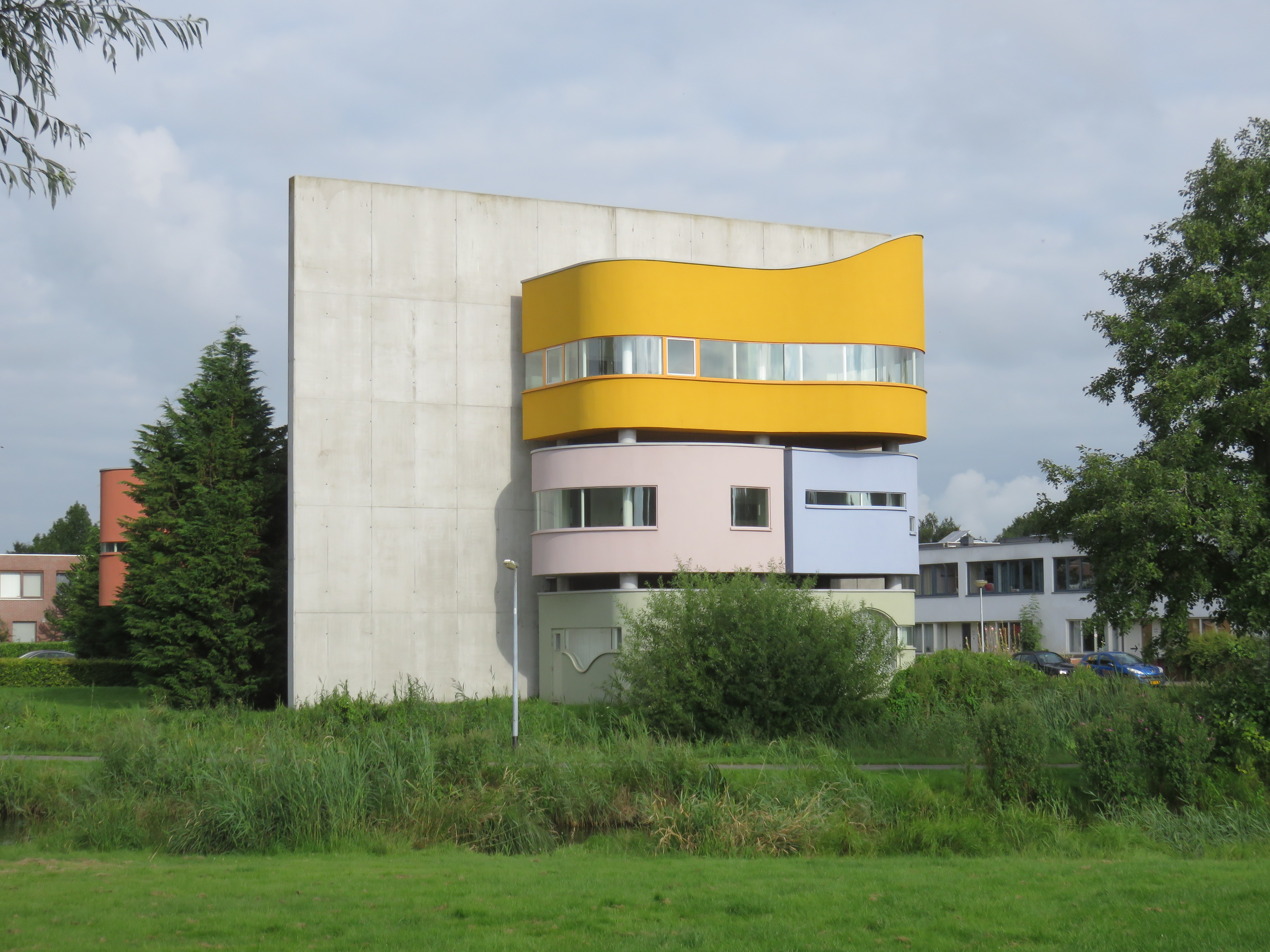
Wall House #2

Naast de hoofdlocatie in het centrum beschikt het museum over nog twee expositieruimten. Wall House #2 is een huis ontworpen door de Amerikaanse architect John Hejduk. Hij had in de jaren zeventig meerdere experimentele zogenaamde wallhouses ontworpen maar dit is de enige die gebouwd is.
De Menkemaborg is een 14e-eeuwse borg buiten de stad in Uithuizen. Deze werd in 1921 door de familie geschonken aan het museum.

## Directeuren
Een van de bekende directeuren van het Groninger Museum was Jos de Gruyter, die van 1955 tot 1963 de scepter zwaaide over het museum. De Gruyter werd opgevolgd door Bram Westers (1928-2018). De plannen voor de nieuwbouw kregen eind jaren tachtig gestalte onder de opvolger van de laatste, Frans Haks. Hij werd in 1996 opgevolgd door Reyn van der Lugt, na wie in 1998 Kees van Twist aantrad. Vanaf augustus 2012 is Andreas Blühm aangetreden als nieuwe directeur van het Groninger Museum. Hij wil grotere aandacht besteden aan de eigen collectie.

## Collectie Groninger Museum
De collectie van het Groninger Museum bestaat uit meer dan 80.000 objecten. In de collectie zijn verschillende deelgebieden te onderscheiden zoals:
- Archeologie en Geschiedenis van Groningen en ommeland
- Beeldende kunst
- Chinees en Japans porselein
- De Ploeg
- Fotografie
- Hedendaagse kunst
- Mode
- Oude beeldende kunst
- Vormgeving

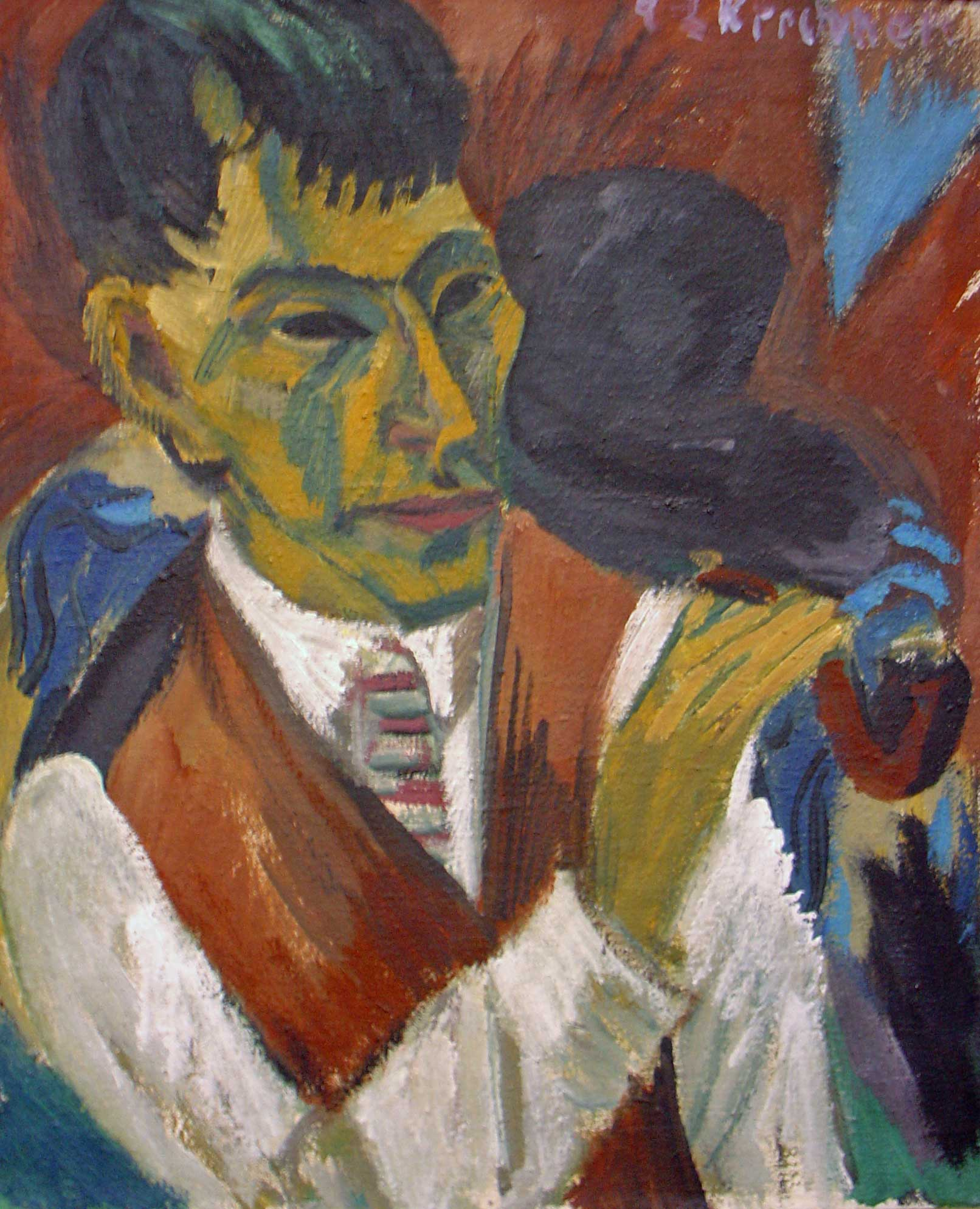
Ernst Ludwig Kirchner: Otto Mueller met pijp, 1917
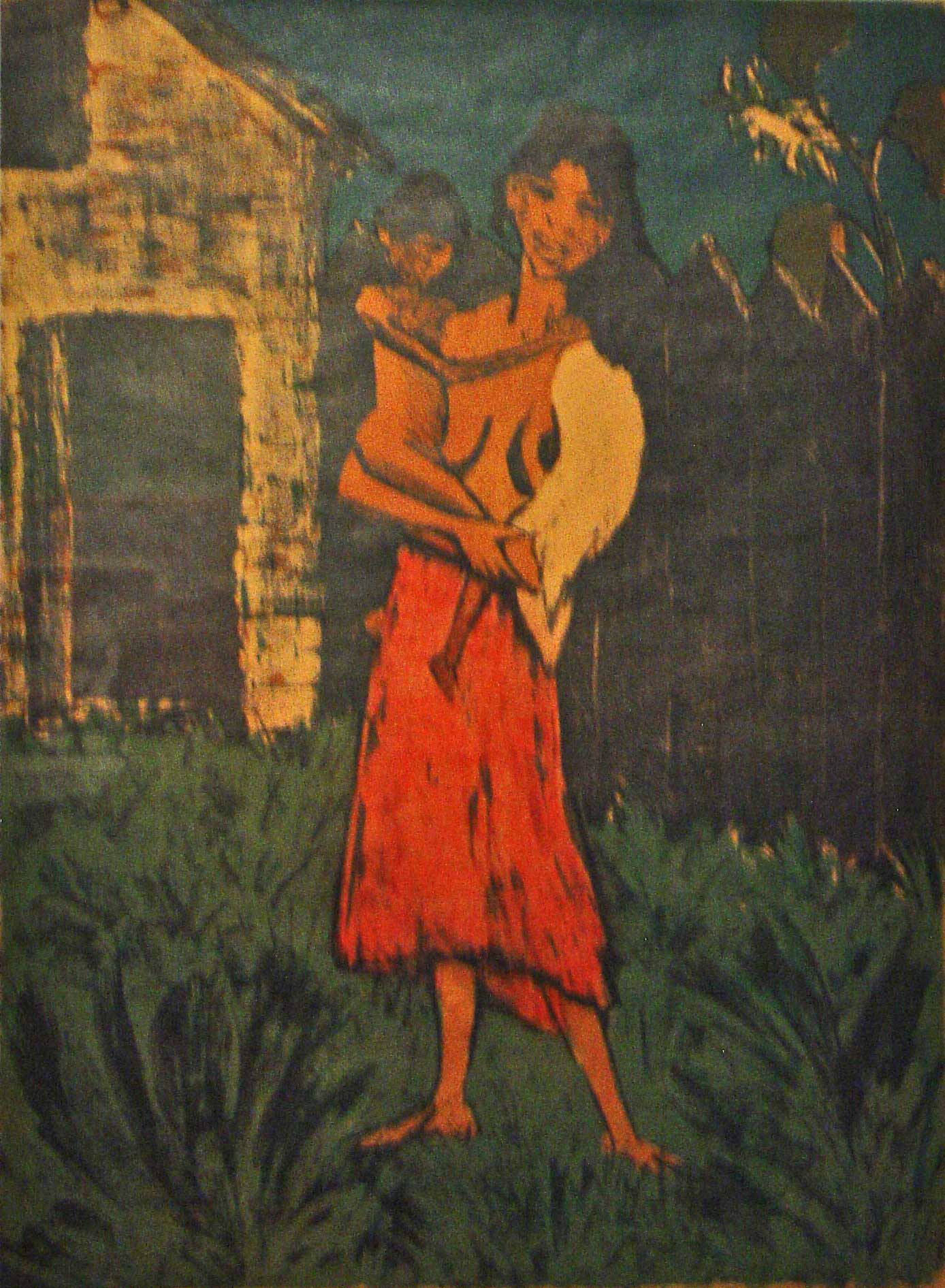
Otto Mueller: Staande zigeunerin met kind, 1926/1927
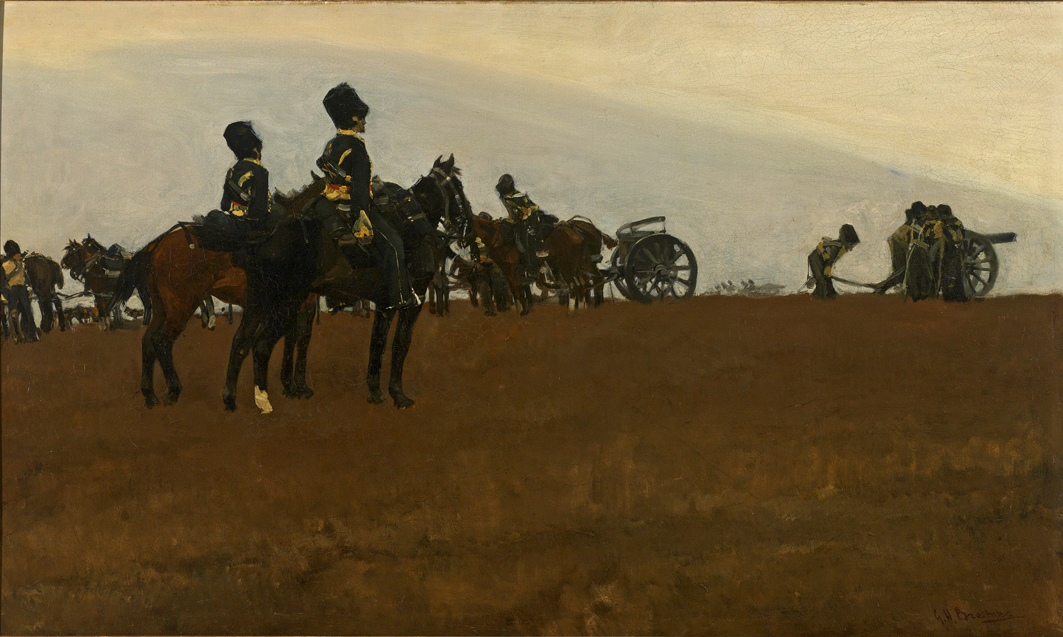
George Hendrik Breitner: Het kanonschot (1887)
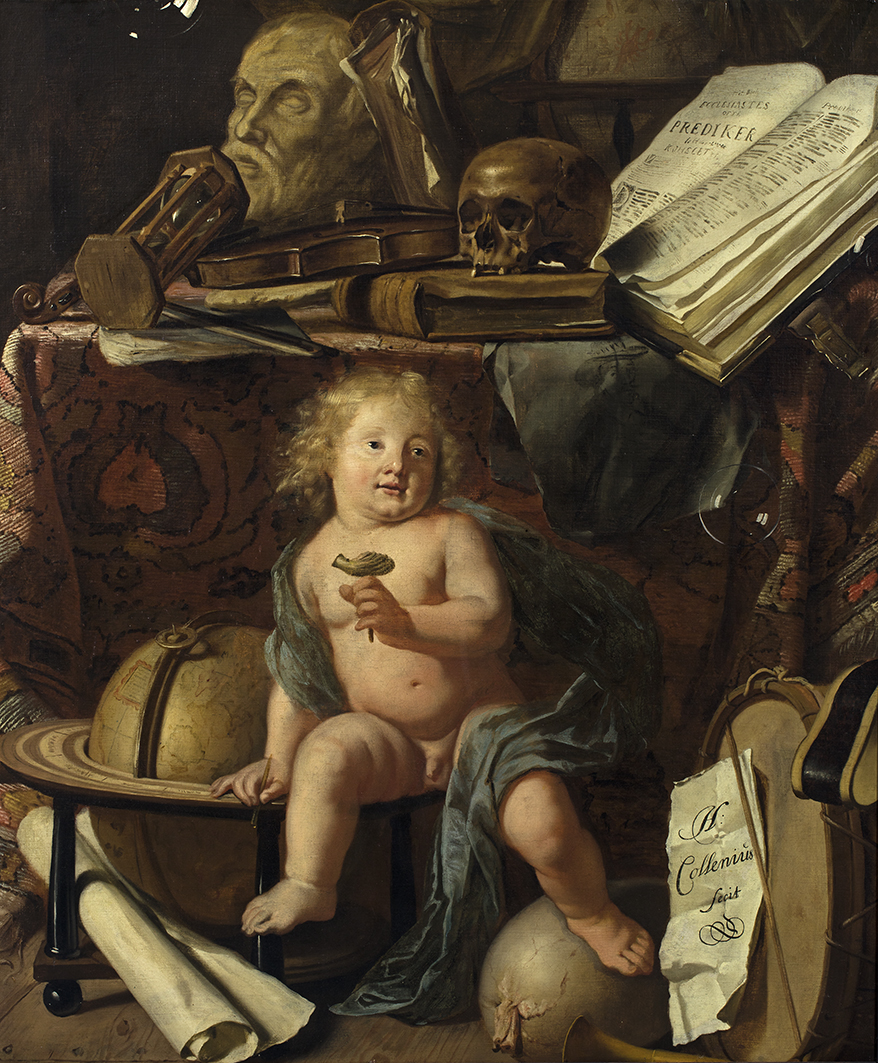
Herman Collenius: Vanitas (omstreeks 1665-1720)
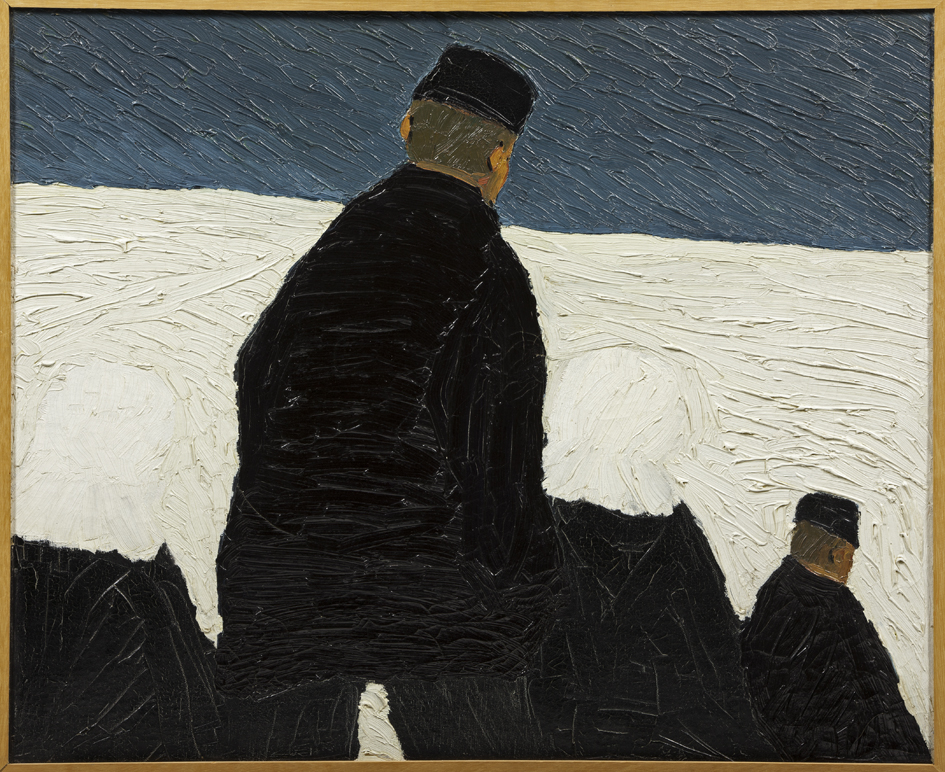
Hendrik Werkman: Kerkgang in de sneeuw (1919/1920)
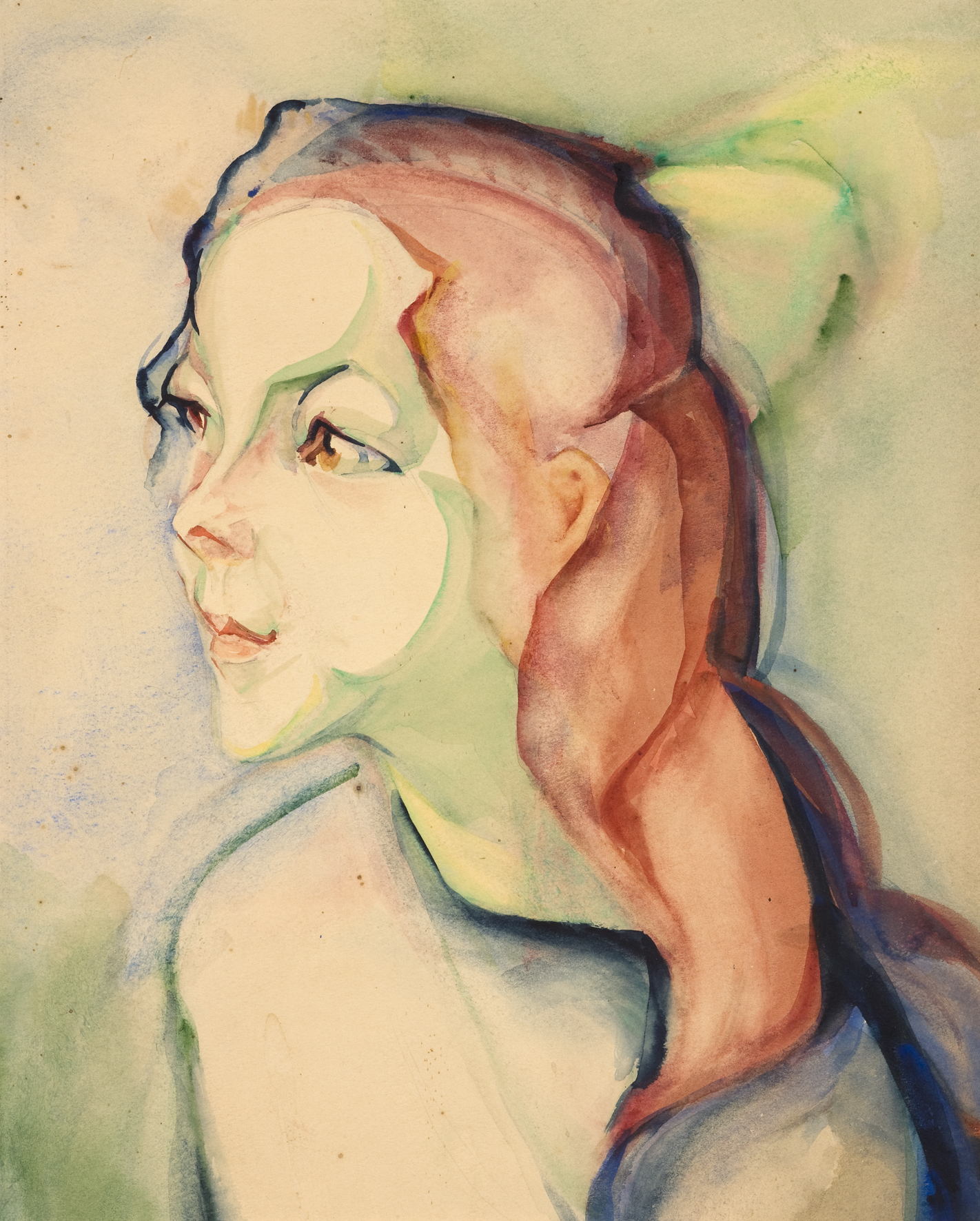
Alida Pott: Meisje met lang rood haar en groene strik (1925)
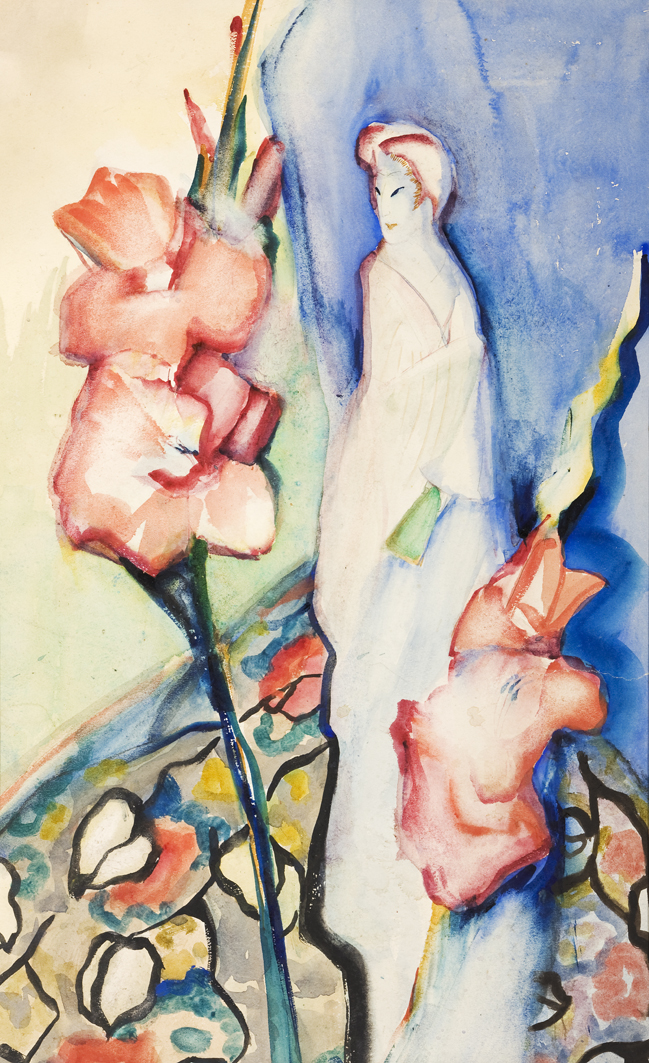
Alida Pott: Stilleven met Chinese sculptuur en bloemen (1925)
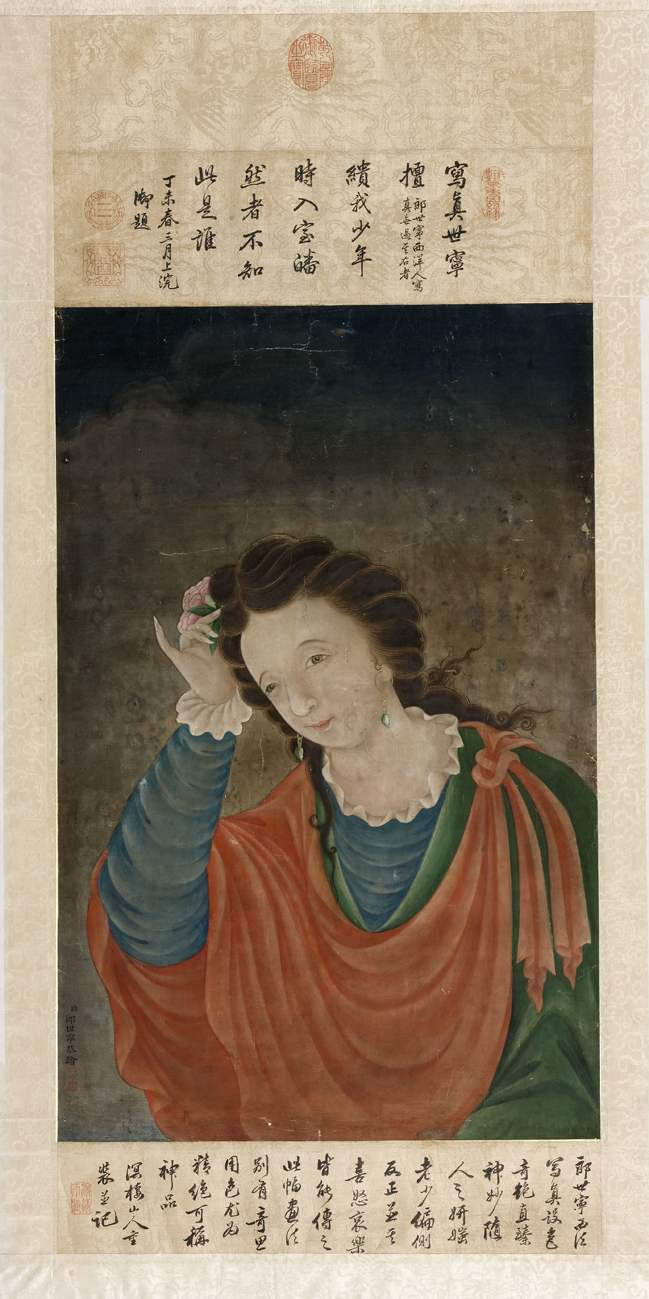
Chinese hangrol uit 1750
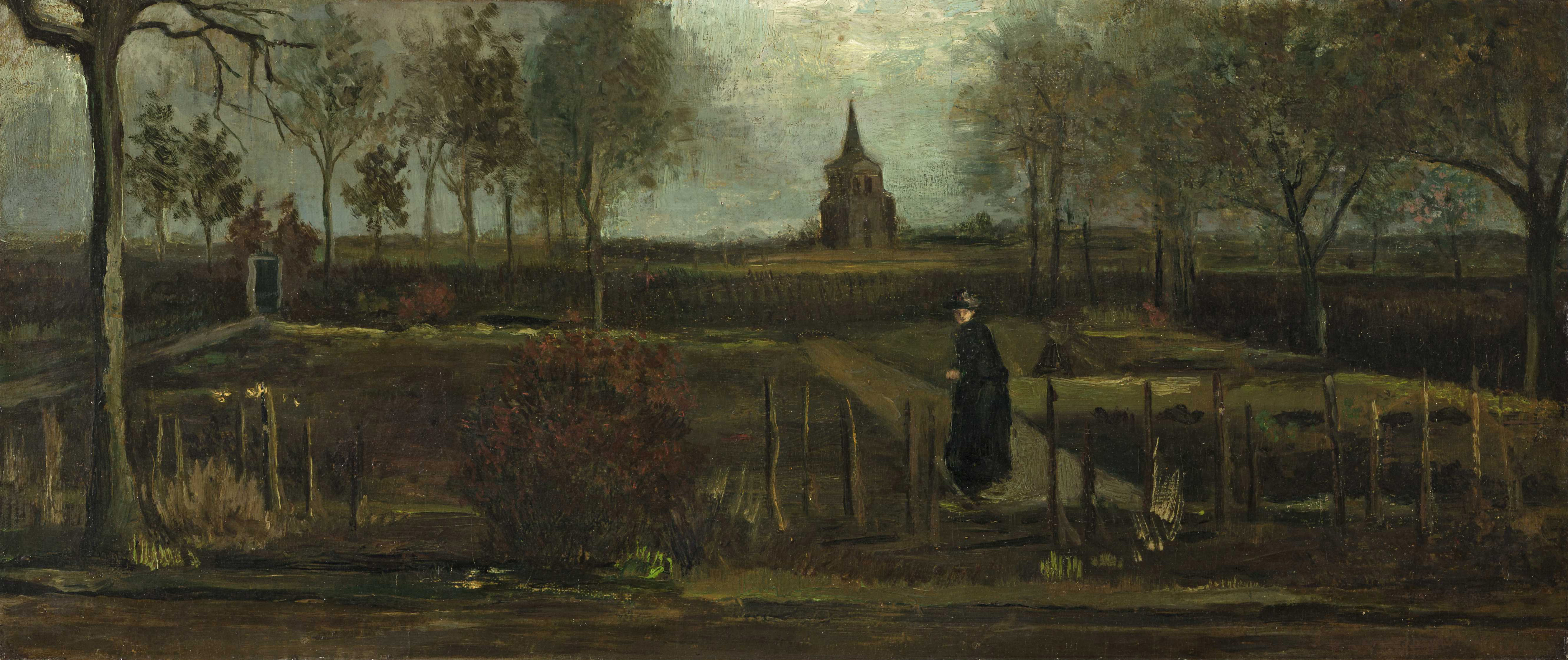
Vincent van Gogh: Lentetuin, de pastorietuin te Nuenen in het voorjaar (1884)
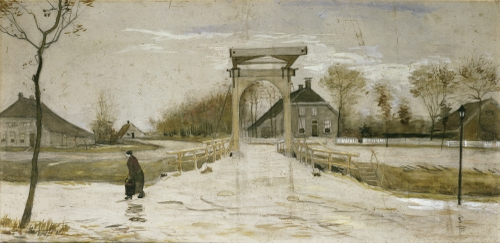
Vincent van Gogh: Ophaalbrug in Nieuw-Amsterdam (1883)

## Bezoekersaantallen
| Bezoekersaantallen tussen 1903 en 2019 |
| -------------------------------------- |
|                                        |

### Affiche Andres Serrano
In 1997 vond de expositie met het werk van Andres Serrano plaats. De affiches werden als aanstootgevend gevonden. Geschokte tegenstanders dienden een kort geding in wegens schending van de eerbaarheid, waarna het museum ervan afzag om deze in de openbare ruimte op te hangen.

### Gazprom
Groninger Museum wordt gesponsord door de Gasunie, die met het aanleggen van de pijpleiding Nord Stream, samenwerkt met het Russische energiebedrijf Gazprom. De handelsbetrekkingen maakten dat het artistieke beleid hierdoor werd ingegeven en leidden tot enkele exposities van Russische kunst.

## Afbeeldingen

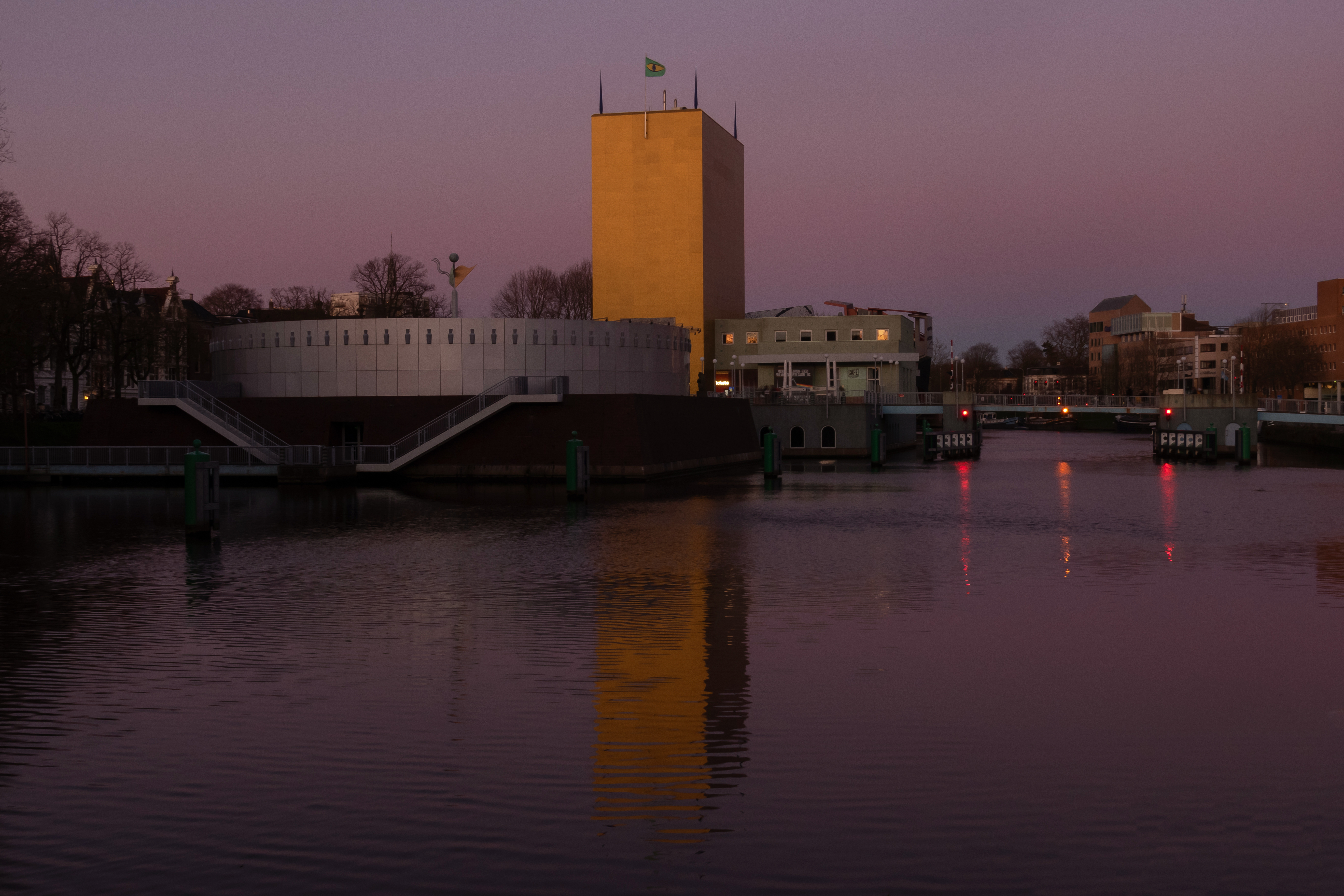
Groninger Museum tijdens de avondschemering
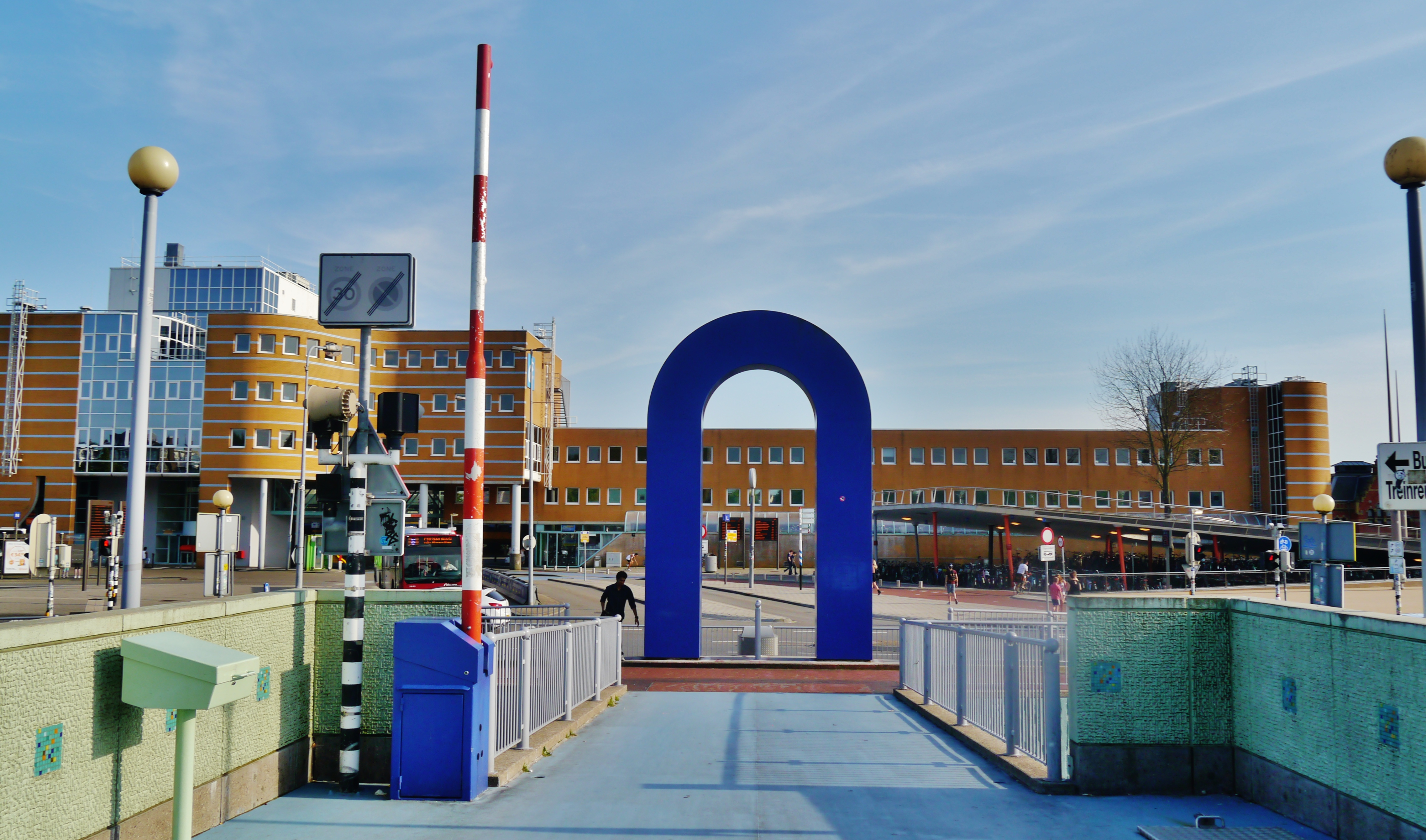
De ophaalbrug
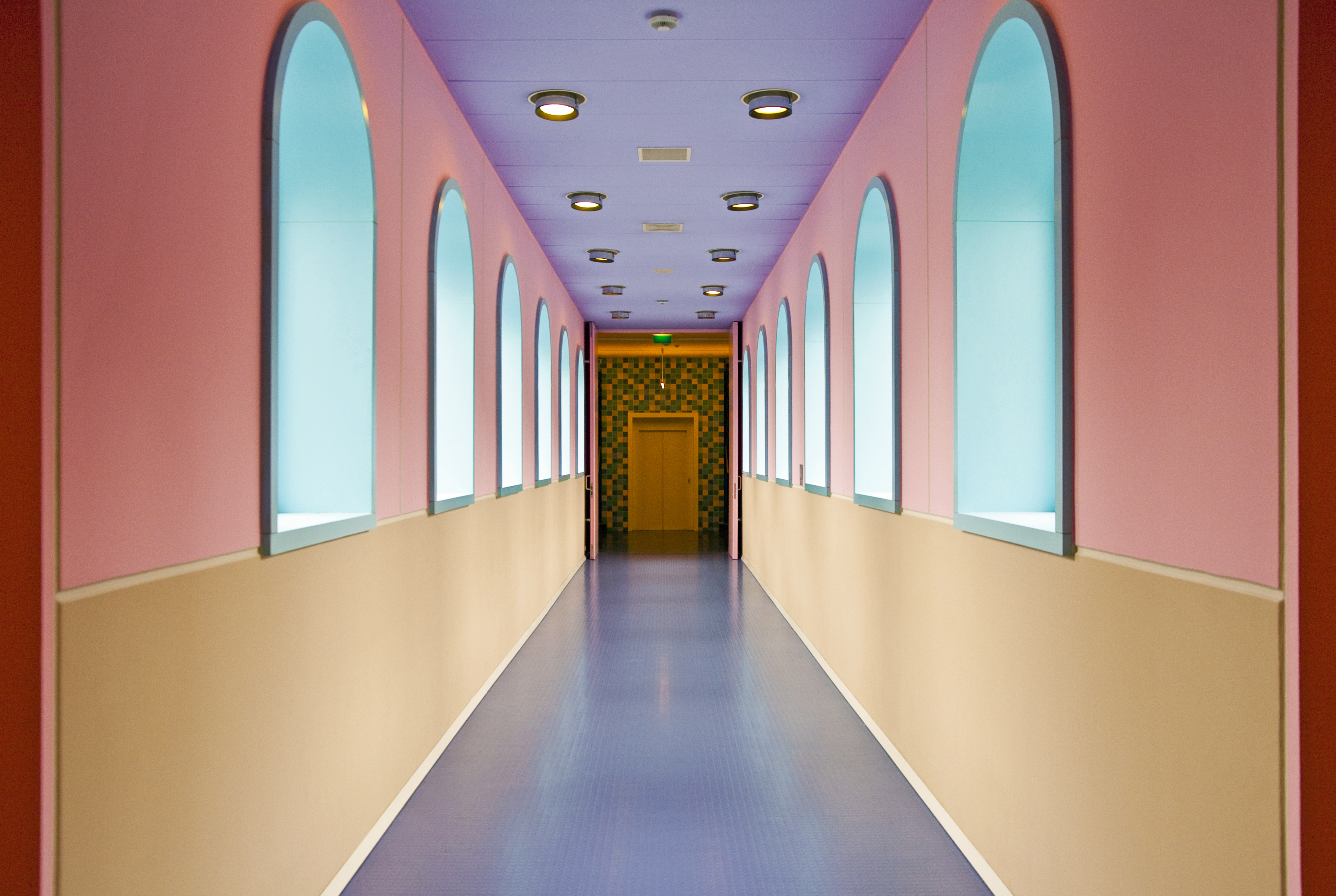
Doorgang tussen de eilanden, geïnspireerd op middeleeuwse kerken en kloosters
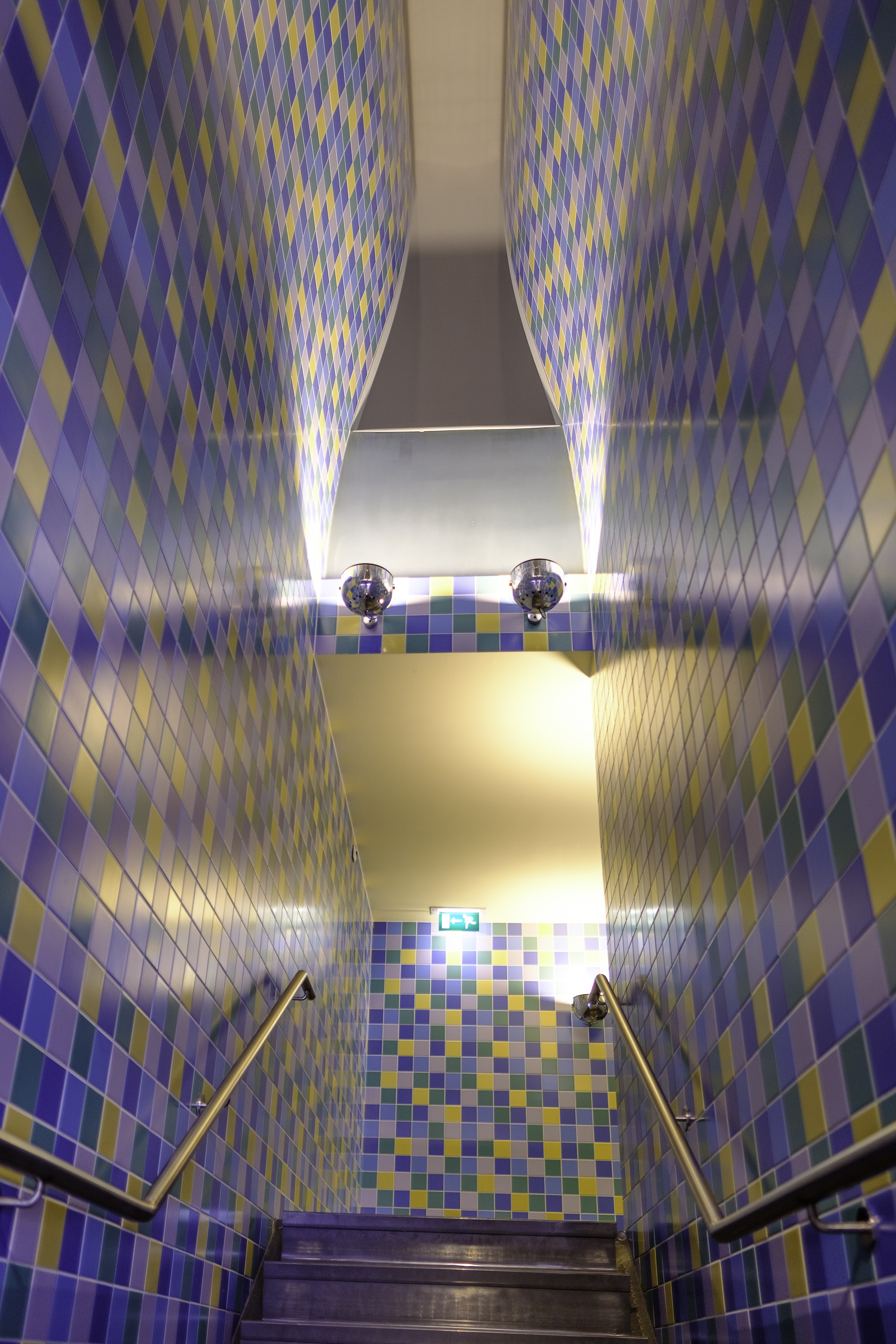
Trap naar het Starckpaviljoen
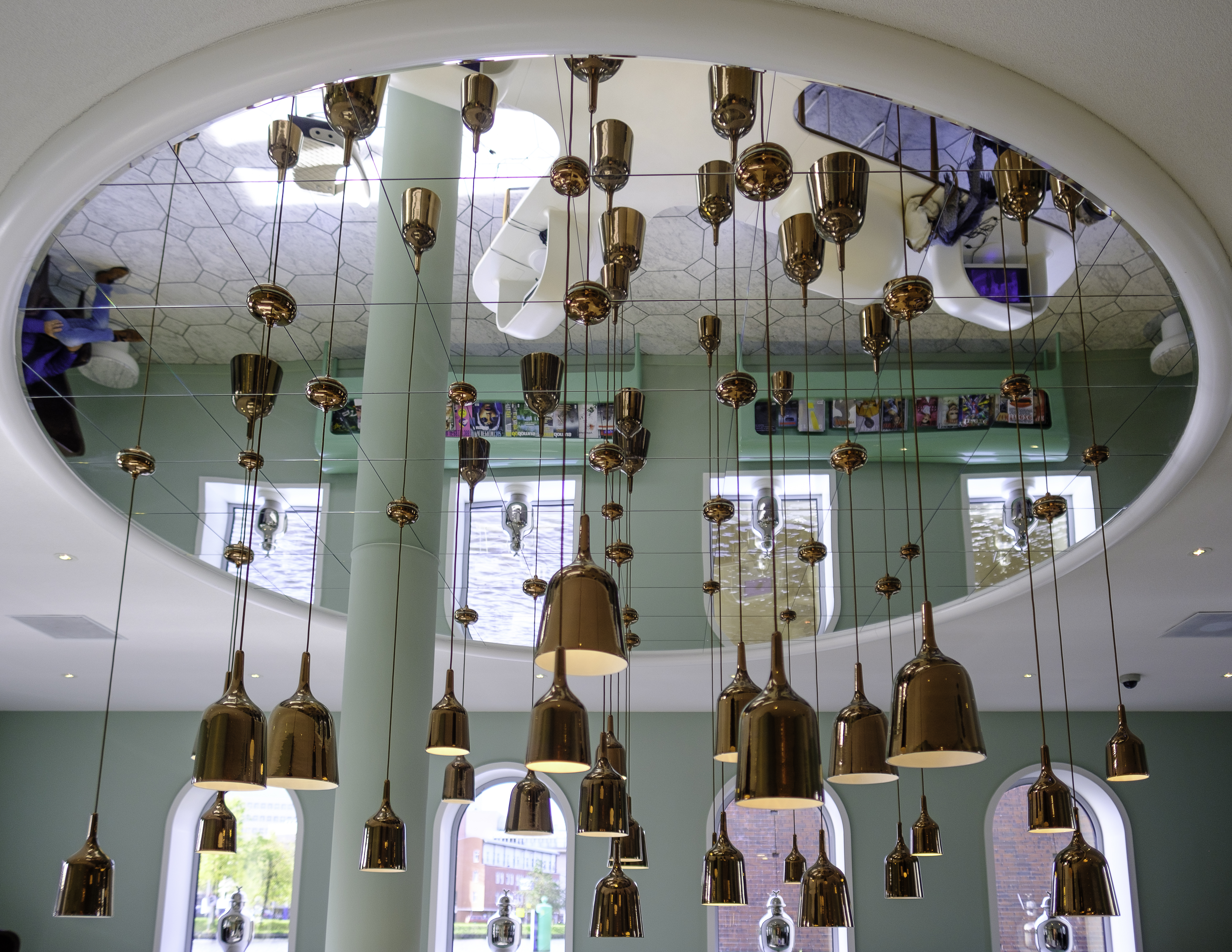
Spiegel met lampen boven het Info Center van het Groninger Museum (Jaime Hayon, 2010)
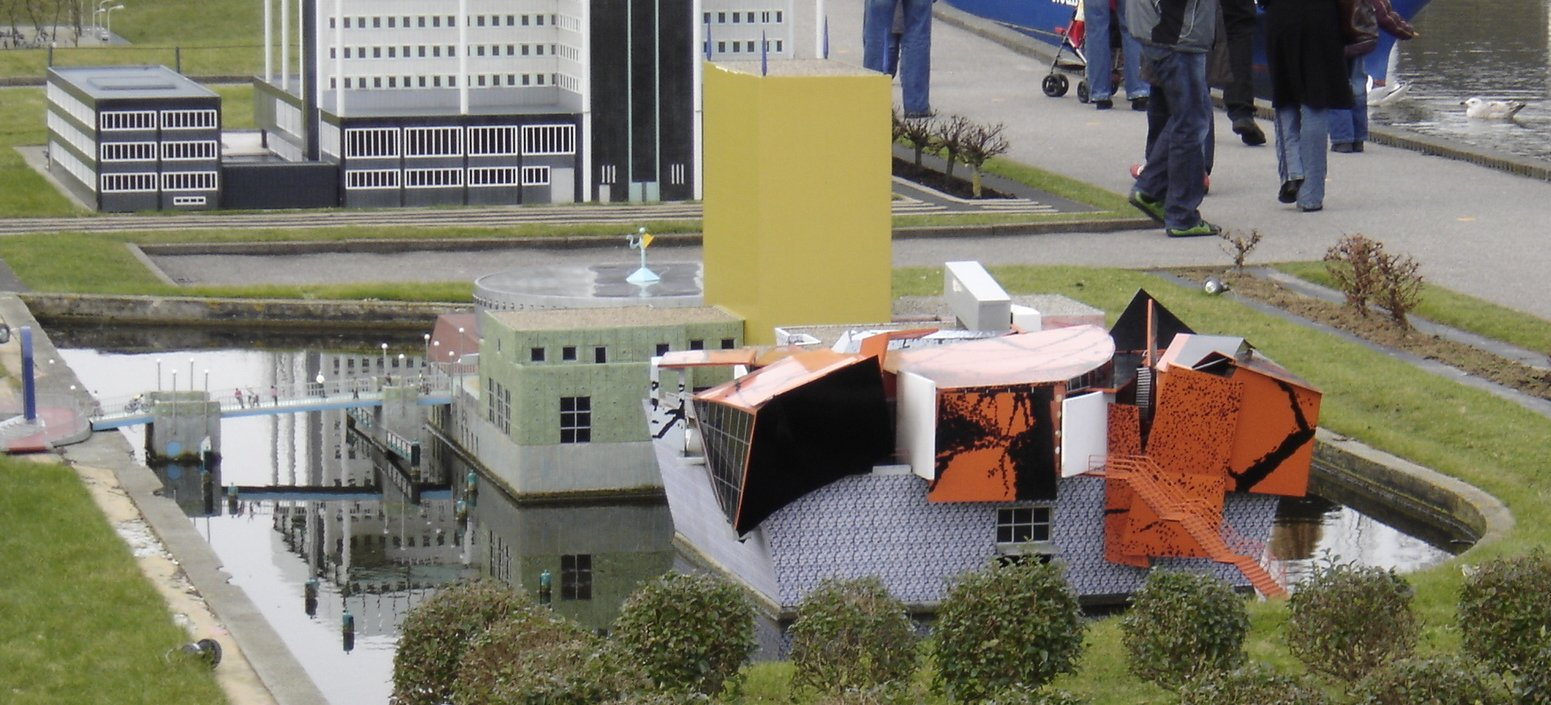
Model van het museum in Madurodam
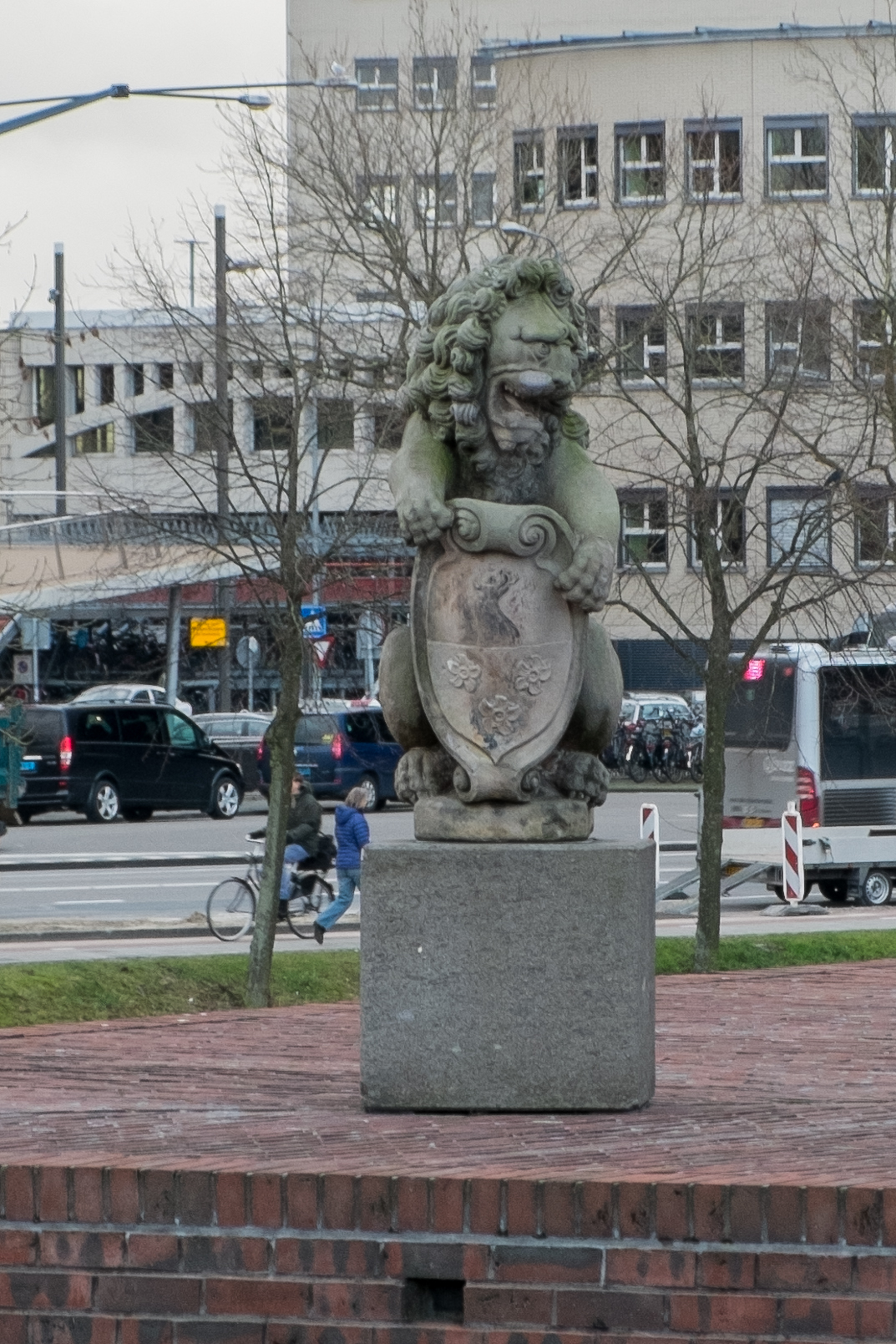
Een van de twee schilddragende leeuwen op het paviljoen voor de regionale geschiedenis van het Groninger Museum
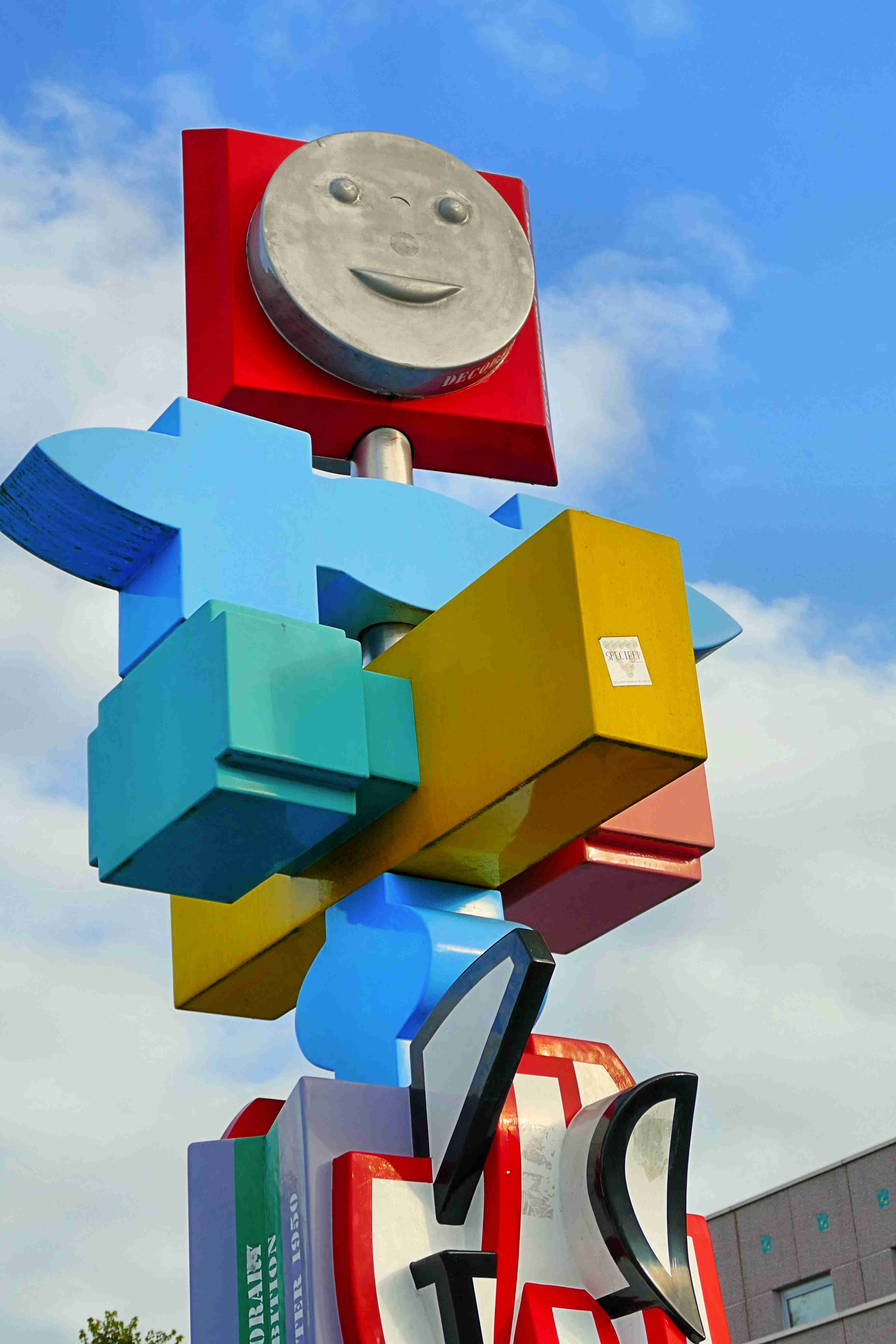
Kunstwerk op het dak van het museum

- Bibliothèque nationale de France: cb12210518f (data)
- CiNii: DA0464928X
- Gemeinsame Normdatei: 805837-4
- International Standard Name Identifier: 0000 0004 0533 5387
- Library of Congress Control Number: n80118013
- Nationale Bibliotheek van Israël: 987007262160805171
- RKD-Nederlands Instituut voor Kunstgeschiedenis: 493822
- Système universitaire de documentation: 030751934
- Union List of Artist Names: 500225657
- Virtual International Authority File: 158185627